# 바우치 (폴란드)

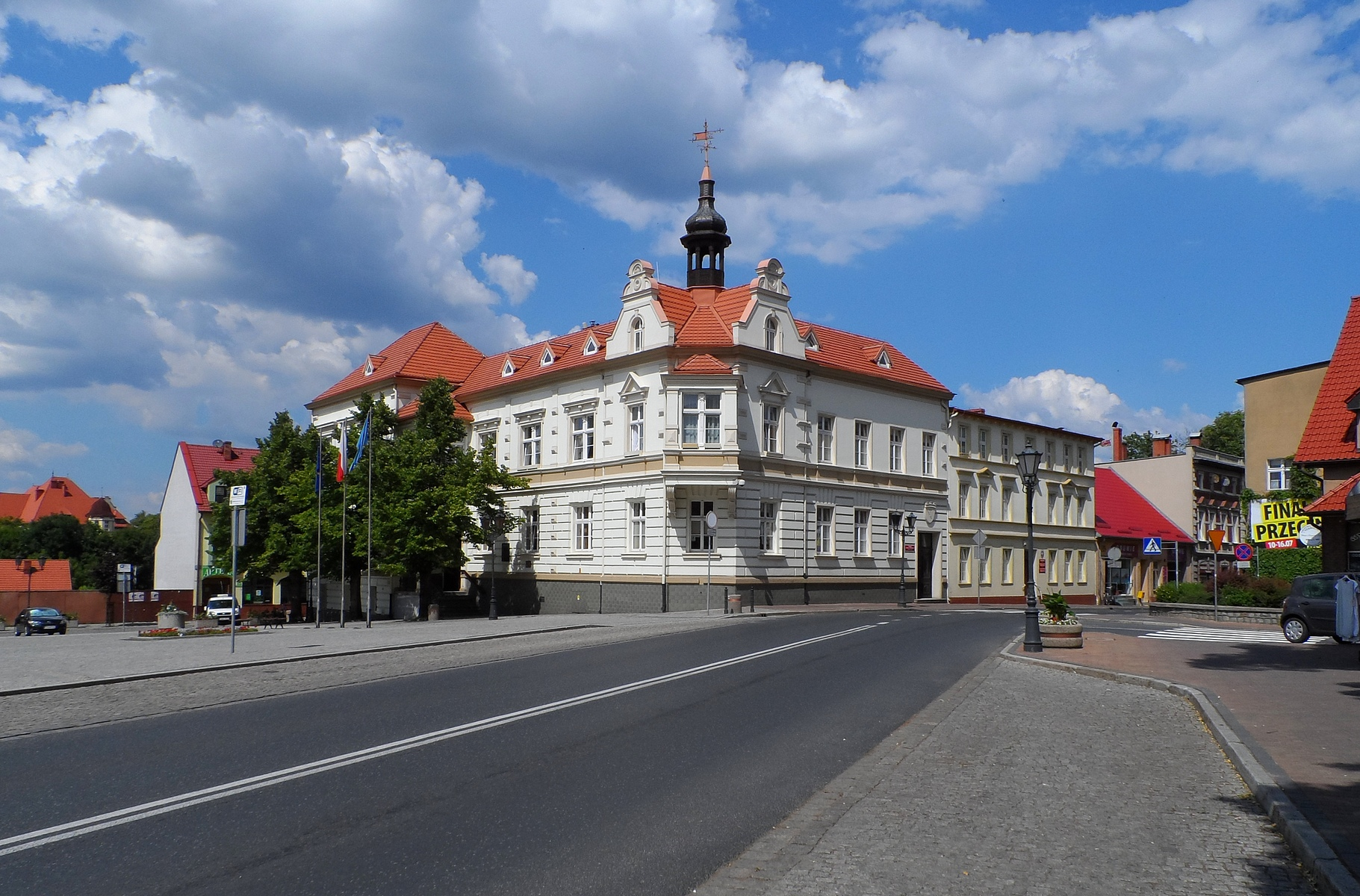
바우치 시청

바우치(폴란드어: Wałcz, 독일어: Deutsch Krone 도이치크로네[*])는 폴란드 서포모제주에 위치한 도시로 면적은 38.16km2, 인구는 26,140명(2006년 기준), 인구 밀도는 690명/km2이다.
중세 시대에 포메라니아와 비엘코폴스카의 경계 지점에 위치했던 곳이며 10세기 후반에 폴란드의 지배를 받았다. 12세기 초반부터 다시 폴란드의 지배를 받았고 1303년에 도시 지위를 부여받았다. 1772년에 일어난 제1차 폴란드 분할에 따라 프로이센 왕국의 지배를 받으면서 독일에 동화된 도시가 형성되었다. 1945년에 제2차 세계 대전의 종전과 함께 폴란드에 편입되면서 독일계 주민들이 추방당하고 폴란드계 주민이 유입되었다.

시기
시 문장